# 比加斯
比加斯（西班牙語：Bigas），是西班牙加泰罗尼亚巴塞罗那省的一个市镇。总面积29平方公里，总人口8747人（2013年），人口密度306人/平方公里。